# 长新乡 (会东县)
长新乡，是中华人民共和国四川省凉山彝族自治州会东县曾经下辖的一个乡。

## 行政区划
长新乡撤销前下辖以下地区：
长新村、长鱼村、安乐村、青冈村和小河村。